# Liste des plus hauts gratte-ciel de l'agglomération de Monterrey
Depuis la construction du Condominio Del Norte en 1964, 24 gratte-ciel (immeubles d'au moins 100 mètres de hauteur) ont été construits dans l'agglomération de Monterrey dans le nord du Mexique. L'agglomération de Monterrey est de ce fait la deuxième du Mexique pour le nombre de gratte-ciel après Mexico. Beaucoup de gratte-ciel sont concentrés à San Pedro Garza Garcia dans l'agglomération de Monterrey et qui y abrite le centre d'affaires.

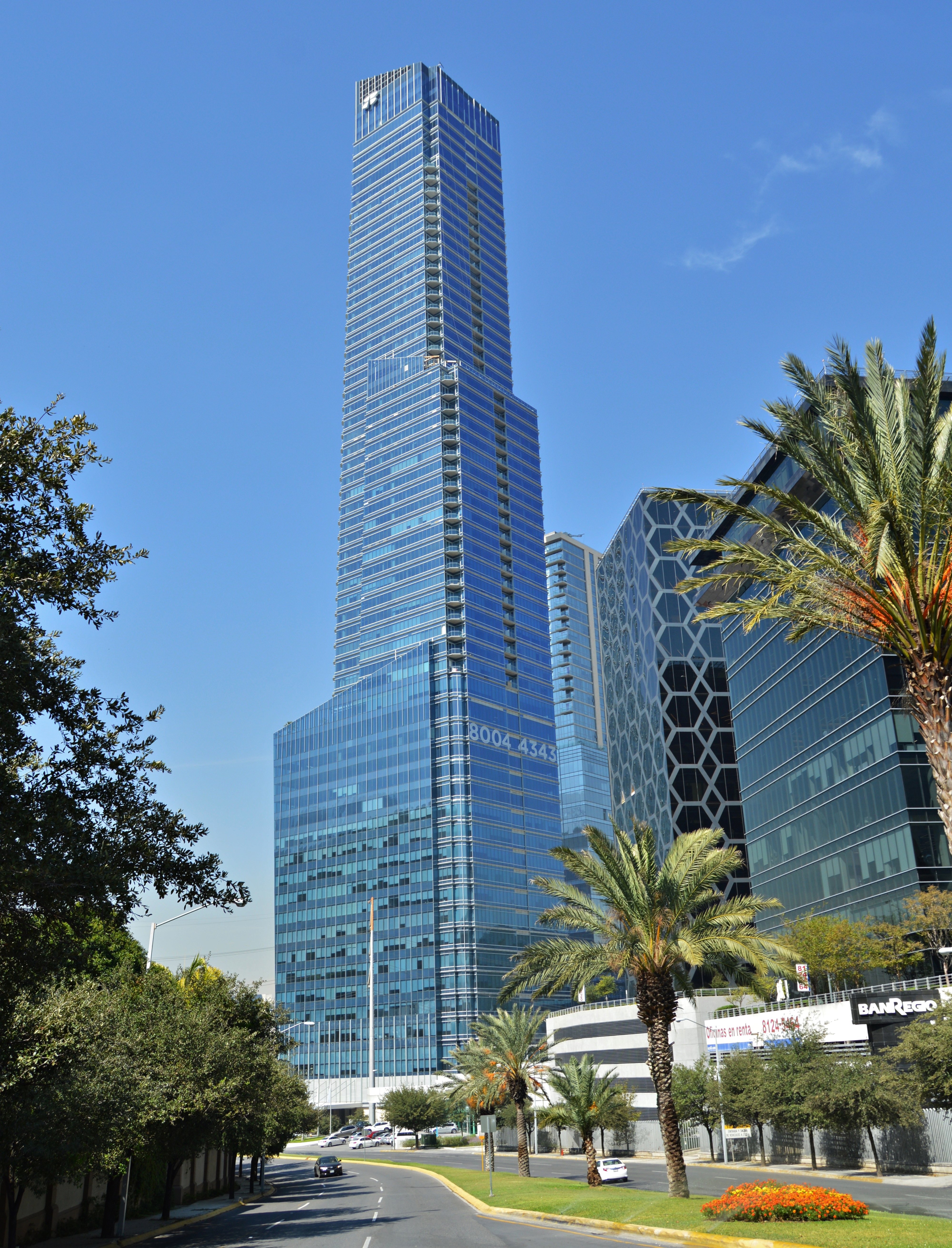
Torre KOI

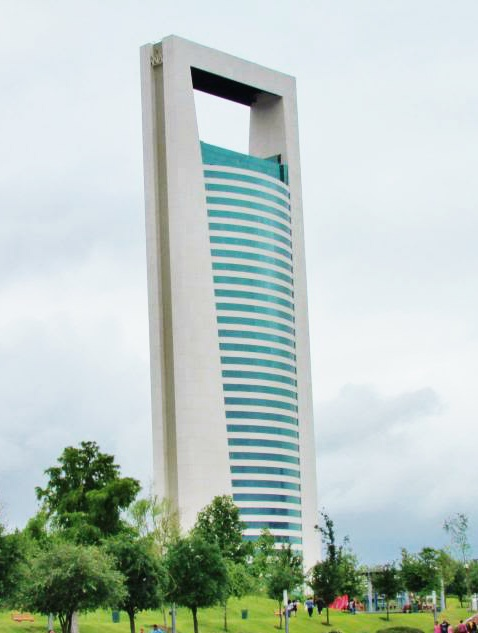
Torre Civica

En 2014 la liste des gratte-ciel d'au moins 110 mètres de hauteur y était la suivante d'après Emporis ,
| Rang | Nom                            | Municipalité           | Hauteur | Étages | Année |
| ---- | ------------------------------ | ---------------------- | ------- | ------ | ----- |
| 1    | T.OP Torre Obispado I          | Monterrey              | 304 m   | 71     | 2020  |
| 2    | Torre KOI                      | San Pedro Garza Garcia | 279 m   | 67     | 2017  |
| 3    | Hotel Safi Metropolitan        | San Pedro Garza Garcia | 233 m   | 56     | 2020  |
| 4    | Pabellón Monterrey             | Monterrey              | 206 m   | 47     | 2017  |
| 5    | Torre Avalanz                  | San Pedro Garza Garcia | 182 m   | 43     | 2000  |
| 6    | Metropolitan Center Torre 2    | Monterrey              | 181 m   | 52     | 2017  |
| 7    | Torre Civica                   | Monterrey              | 180 m   | 36     | 2010  |
| 8    | San Pedro Garza García         | San Pedro Garza Garcia | 160 m   | 38     | 2014  |
| 9    | Saqqara Residence              | San Pedro Garza Garcia | 150 m   | 35     | 2016  |
| 9    | Helicon Tower                  | San Pedro Garza Garcia | 150 m   | 33     | 2012  |
| 9    | Liu East                       | Monterrey              | 150 m   | 37     | 2013  |
| 12   | Torre Comercial America        | San Pedro Garza Garcia | 130 m   | 35     | 1991  |
| 13   | Torre Arcangeles III           | San Pedro Garza Garcia | 128 m   | 35     | 2013  |
| 14   | Torre Lovft                    | Santa Catarina         | 118 m   | 32     | 2010  |
| 15   | Oficinas En El Parque Torre II | Monterrey              | 115 m   | 28     | 1998  |
| 16   | Hospital Angeles Monterrey     | Monterrey              | 114 m   | 28     | 2006  |
| 17   | Torre La Capital               | Monterrey              | 110 m   | 28     | 2013  |
| 18   | Edificio Latino                | Monterrey              | 110 m   | 29     | 1965  |
| 19   | Torre Del Parque I             | Monterrey              | 110 m   | 24     | 1996  |
| 20   | Connexity                      | Monterrey              | 110 m   | 27     | 2009  |